# Adolf Windaus
Adolf Otto Reinhold Windaus (Berlijn, 25 december 1876 – Göttingen, 9 juni 1959) was een belangrijk Duits scheikundige. Hij kreeg in 1928 de Nobelprijs voor de Scheikunde vanwege de ontdekking van 7-dehydrocholesterol, de voorloper van vitamine D.

## Biografie
Windaus werd geboren in Berlijn als zoon van Adolf Windaus en Margarete Elster. In zijn jeugd bezocht hij het Französisches Gymnasium waar literatuur en niet wetenschap het belangrijkste onderwijsgebied was. Windaus wilde aanvankelijk arts worden en zijn wetenschappelijke carrière begon in 1895 aan de Universiteit van Berlijn. Hoewel hij twee jaar later zijn bachelorgraad medicijnen behaalde veranderde hij onder invloed van Emil Fischer van studierichting en ging scheikunde studeren aan de Universiteit van Freiburg.
Daar werd hij sterk beïnvloed door Heinrich Kiliani. Onder diens leiding deed hij onderzoek naar digitalis, waarvan later werd ontdekt dat het een sterke stimulans is voor het hart. Hij promoveerde in 1899 met een proefschrift over deze stof: "Neue Beiträge zur Kenntnis der Digitalisstoffe". Aansluitend ging hij naar Berlijn als medewerker van Emil Fischer. In 1901 keerde hij terug naar Freiburg waar hij in 1904 zijn habilitatie behaalde.
Hij was vervolgens privaatdocent en hoogleraar in Freiburg en vanaf 1913 hoogleraar toegepaste medische scheikunde in Innsbruck. In 1915 volgde hij Otto Wallach op in Göttingen waar hij tot zijn emeritaat in 1944 de leerstoel scheikunde bezette. Tevens was hij directeur van het Laboratorium van Algemene Scheikunde. Hij was gehuwd met Elisabeth Resau (1894-1970) met wie hij twee zonen, Günter en Gustav, en een dochter, Margarete, kreeg.

## Werk
Windaus toonde aan dat galzuur een verwantschap met sterolen vertoont. Ook het verband tussen cholesterol (de bekendste sterol) en vitamine D3 (cholecalciferol) werd door hem aangetoond. Behalve met sterolen hield Windaus zich ook bezig met imidazoolderivaten. Samen met biochemicus Franz Knoop toonde hij aan dat de imidazoolring in eiwitten voorkomt. Histidine (imidazoolalanine) en histamine werden door hem ontdekt. In vitamine B1 ontdekte hij dat hierin een thiazool- en een pyrimidenering aanwezig zijn. De in zijn Nobelvoordracht voorgesteld structuurformule voor cholesterol werd evenwel in 1932 door Windaus zelf op grond van onderzoeksresultaten van John Desmond Bernal herzien.

## Erkenning
Windaus ontving in 1928 de Nobelprijs voor de Scheikunde voor zijn onderzoekswerk betreffende de samenstelling van sterolen, wat leidde tot de opheldering van de chemische structuur van cholesterol, en hun verwantschap met vitamines. Onder de vele eerbetoningen werd hij onderscheiden met de Medaille Pasteur (1938), de door Adolf Hitler uitgereikte Goethe-Medaille voor Kunst en Wetenschap (1941), alsmede het Groszes Verdienstkreuz (Grootkruis van Verdienste) in 1951 en het Groszes Verdienstkreuz mit Stern (Grootkruis van Verdienste met Ster) in 1956.
1901: Van 't Hoff ·
1902: E. Fischer ·
1903: Arrhenius ·
1904: Ramsay ·
1905: Baeyer ·
1906: Moissan ·
1907: Buchner ·
1908: Rutherford ·
1909: Ostwald ·
1910: Wallach ·
1911: Curie ·
1912: Grignard, Sabatier ·
1913: Werner ·
1914: Richards ·
1915: Willstätter ·
1918: Haber ·
1920: Nernst ·
1921: Soddy ·
1922: Aston ·
1923: Pregl ·
1925: Zsigmondy ·
1926: Svedberg ·
1927: Wieland ·
1928: Windaus ·
1929: Harden, Euler-Chelpin ·
1930: H. Fischer · 
1931: Bosch, Bergius ·
1932: Langmuir ·
1934: Urey ·
1935: F. Joliot-Curie, I. Joliot-Curie ·
1936: Debye ·
1937: Haworth, Karrer ·
1938: Kuhn ·
1939: Butenandt, Ružička ·
1943: Hevesy · 
1944: Hahn ·
1945: Virtanen ·
1946: Sumner, Northrop, Stanley ·
1947: Robinson · 
1948: Tiselius · 
1949: Giauque ·
1950: Diels, Alder ·
1951: McMillan, Seaborg ·
1952: Martin, Synge ·
1953: Staudinger ·
1954: Pauling ·
1955: Vigneaud ·
1956: Hinshelwood, Semjonov ·
1957: Todd ·
1958: Sanger ·
1959: Heyrovský ·
1960: Libby ·
1961: Calvin ·
1962: Perutz, Kendrew ·
1963: Ziegler, Natta ·
1964: Hodgkin ·
1965: Woodward ·
1966: Mulliken ·
1967: Eigen, Norrish, Porter ·
1968: Onsager ·
1969: Barton, Hassel ·
1970: Leloir ·
1971: Herzberg ·
1972: Anfinsen, Moore, Stein · 
1973: E.O. Fischer, Wilkinson · 
1974: Flory ·
1975: Cornforth, Prelog ·
1976: Lipscomb ·
1977: Prigogine · 
1978: Mitchell ·
1979: Brown, Wittig ·
1980: Berg, Gilbert, Sanger ·
1981: Fukui, Hoffmann ·
1982: Klug ·
1983: Taube ·
1984: Merrifield ·
1985: Hauptman, Karle ·
1986: Herschbach, Lee, Polanyi ·
1987: Cram, Lehn, Pedersen ·
1988: Deisenhofer, Huber, Michel ·
1989: Altman, Cech ·
1990: Corey ·
1991: Ernst ·
1992: Marcus ·
1993: Mullis, Smith ·
1994: Olah ·
1995: Crutzen, Molina, Rowland ·
1996: Curl, Kroto, Smalley ·
1997: Boyer, Walker, Skou ·
1998: Kohn, Pople ·
1999: Zewail ·
2000: Heeger, MacDiarmid, Shirakawa ·
2001: Knowles, Noyori, Sharpless ·
2002: Fenn, Tanaka, Wüthrich ·
2003: Agre, MacKinnon ·
2004: Ciechanover, Hershko, Rose ·
2005: Grubbs, Schrock, Chauvin ·
2006: Kornberg ·
2007: Ertl ·
2008: Shimomura, Chalfie, Tsien ·
2009: Steitz, Yonath, Ramakrishnan ·
2010: Heck, Negishi, Suzuki ·
2011: Shechtman ·
2012: Kobilka, Lefkowitz ·
2013: Karplus, Levitt, Warshel ·
2014: Betzig, Hell, Moerner ·
2015: Lindahl, Modrich, Sancar ·
2016: Sauvage, Stoddart, Feringa ·
2017: Dubochet, Frank, Henderson · 
2018: Arnold, Winter, Smith ·   
2019: Goodenough, Whittingham, Yoshino ·
2020: Charpentier, Doudna ·
2021: List, MacMillan ·
2022: Bertozzi, Meldal, Sharpless ·
2023: Bawendi, Brus, Jekimov ·
2024: Baker, Hassabis, Jumper